# قراجة أغل
قراجة أغل (بالإنجليزية: Qarahjah Aghle)‏ هي مستوطنة تقع في قسم انغوت الغربي الريفي في إيران. يقدر عدد سكانها بـ 135 نسمة .